# Hermann von Wartensleben
Hermann comte von Wartensleben (né le 25 juin 1700 à Gotha et mort le 20 octobre 1764 à Berlin) est un colonel prussien et chef du 9e régiment de cuirassiers. Il est chevalier de l'Ordre de Saint-Jean, commandeur résident à Lagow, chanoine et coadjuteur de la collégiale de Magdebourg, ainsi que chanoine et doyen de la collégiale de Brandebourg et seigneur de Meseberg, Baumgarten, Schönermark et Rauschendorf (de).

## Biographie

### Origine
Issu de la famille von Wartensleben, ses parents sont le maréchal comte Alexander Hermann von Wartensleben (1650-1734) et sa seconde épouse Anna Sophia, née von Treskow (de) (1670-1735). En tant que vrai conseiller privé, son père a fait partie du tristement célèbre cabinet des trois comtes (de) du roi Frédéric Ier, mais après la chute du "triple malheur", il est le seul à s'en être sorti relativement indemne, même sous son successeur Frédéric-Guillaume Ier.

### Carrière militaire
Après avoir reçu une formation digne de son rang, il est envoyé à Genève en 1711 pour poursuivre sa formation en compagnie de son frère Johann Wilhelm August (1696-1718). Il y reste jusqu'en 1714, date à laquelle il est promu lieutenant du régiment des gens d'armes (de) par le roi Frédéric-Guillaume. Wartensleben participe en tant que tel à la campagne de Poméranie (de), au siège de Stralsund et au débarquement sur Rügen. Son frère Heinrich Friedrich (1694–1715) est mort dans les combats de Rügen en tant que major du régiment « Finkenstein à pied ». En 1716, il reçoit sa propre compagnie dans le régiment de son père, l'ordre De la Générosité et le poste de chanoine de l'abbaye de Brandebourg.
Dans le cadre d'une réforme, le régiment Wartensleben est réparti entre d'autres régiments en 1718. Wartensleben est affecté avec sa compagnie aux cuirassiers du corps. Il y devient major et commandant en 1722, bien que d'autres officiers le précèdent dans le classement d'ancienneté. Le 30 juin 1729, il est promu lieutenant-colonel. Vers la même époque, l'ordre de Saint-Jean l'accepte comme chevalier et le désigne pour la commanderie de Lagow.

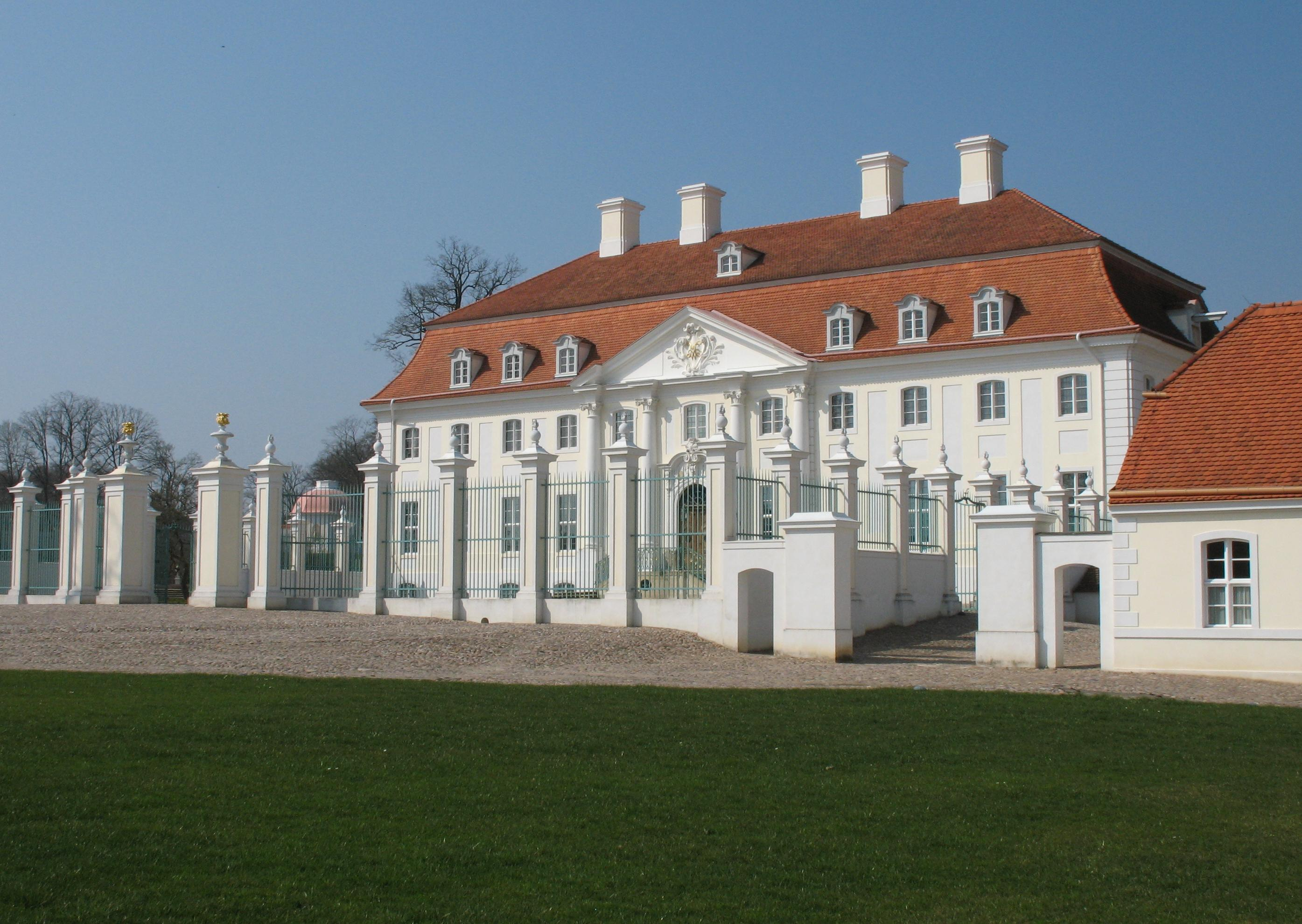
Château de Meseberg

En 1734, Wartensleben obtient une prébende dans l'abbaye de Magdebourg. Le prince Léopold d'Anhalt-Dessau a une très haute opinion de Wartensleben. C'est pourquoi il propose au roi, en 1735, de nommer Wartensleben commandant du régiment (de) "Prinz Friedrich Heinrich zu Pferde". Le roi ne suit pas cette proposition, mais en janvier 1738, Wartensleben devient colonel et commandant du 11e régiment de cuirassiers "Truchsess zu Pferde (de)". Les deux colonels les plus anciens du régiment, von Bonin et von Werdeck (de), sont rapidement mutés dans d'autres régiments. Le régiment reçoit en outre le nom de "carabiniers de Corps". À partir de 1736, Wartensleben se fait construire le château de Meseberg à la place d'un manoir incendié en 1721.
Pendant la première guerre de Silésie, Wartensleben combat dans la bataille de Mollwitz. Son régiment a pu y capturer un étendard, son cheval est blessé deux fois et les rênes sont coupées. Lui-même reçoit une balle effleurée au genou droit, une balle sous le bras gauche, qui se loge près de la colonne vertébrale, et une balle sous le menton dans le cou. Il est emmené à Breslau et de là à Berlin, le plomb haché doit être découpé dans son cou, tout comme la balle dans sa colonne vertébrale. Pour sa bravoure, Wartensleben reçoit en 1741 le régiment "von Katte zu Pferde" en 1741. Mais en raison de la gravité de ses blessures, il ne peut reprendre le régiment et demande à partir. Une balle continue à se loger près de sa trachée au cou et aucun médecin n'est disposé à l'extraire. Le 30 septembre 1745, il a toutefois trouvé un médecin qui a retiré la balle. Il ne peut cependant pas se rétablir complètement.
En 1752, le doyenné de Magdebourg l'élit doyen et en septembre 1752, coadjuteur. Le 11 juillet 1758, le ministre Viereck, qui est également commandant de Lagow, meurt et Wartensleben lui succède. En raison de la guerre de Sept Ans, il faut attendre 1761 pour qu'il puisse prendre possession de la commanderie de Lagow. En 1763, il peut faire entrer le prince Ferdinand dans l'ordre de Saint-Jean en le faisant chevalier. En 1764, il cède sa prébende dans l'abbaye de Brandebourg au comte de Reuss. En juin 1764, il tombe malade dans son domaine de Meseberg et est emmené à Berlin. Il y meurt le 20 octobre 1764.
Il est enterré dans une extension de l'église de Meseberg. Dix ans après la mort de Wartensleben, ses filles vendent en 1774 le domaine de Meseberg (ainsi que les domaines de Rauschendorf, Schönermark et Baumgarten) au prince Henri de Prusse.

### Famille
Wartensleben se marie le 9 février 1723 avec Dorothea Johanne Albertina von der Gröben (née en septembre 1707 et morte le 16 janvier 1766) une fille du vice-président Wilhelm von der Gröben (né le 29 août 1665 et mort le 9 avril 1721) et sa femme Helene Elisabeth von Lüderitz (née le 17 octobre 1674 et morte le 20 mars 1744). Le couple a un fils et quatre filles :
- Friedrich Wilhelm (né le 11 septembre 1728 et mort le 11 septembre 1798) marié le 9 juin 1755 avec Maria Sophie Caroline von Brandenstein (1739–1789), divorcée en 1783 (épouse ensuite Philipp Adolph Böhmer)
- Louise Charlotte Friederike (née le 27 juin 1738 et morte le 5 septembre 1785) mariée le 30 mars 1765 avec Christoph Ludwig von Stolz und Felchow (mort en 1787)
- Dorothée Sophie Herminia (née le 23 mai 1740 et morte le 5 octobre 1771) mariée le 17 décembre 1761 avec Heinrich Friedrich von Platen (morte en 1783), chanoine de Magdebourg
- Anna Albertine Alexandrine (née le 28 juin 1742 et morte le 3 février 1803), mariée :
  - le 30 juin 1765 avec Wilhelm Rudolph von Werthern (1719–1770)
  - en juillet 1773 avec Theodor Leopold (Lupold) von Burgsdorff (de) (1749–1807), divorcé
  - en 1777 avec Friedrich Sigmund von Sommerfeld (de), colonel prussien et chef du régiment de Landwehr de Königsberg
- Marie Amalie Wilhelmine Albertine (née le 11 septembre 1743 et morte le 17 décembre 1805) mariée le 25 février 1765 avec Thomas Philipp von der Hagen (1729–1797)